# Ausztráliai Ifjúsági Olimpiai Fesztivál
Az Ausztráliai Ifjúsági Olimpiai Fesztivál (AYOF) egy nemzetközi multisport-játék az Ausztrál Olimpiai Bizottság rendezésében. 2001 óta kétévente kerül megrendezésre. Magyarország rendszeres résztvevője a játékoknak. 2013-ban Magyarországot 23 sportoló és 10 sportvezető képviseli 4 sportágban: (Kajak-kenu, Úszás, Súlyemelés és Triatlon)

## Külső kapcsolatok
- Ausztrál Olimpiai Bizottság